# Genuri
Genuri – miejscowość i gmina we Włoszech, w regionie Sardynia, w prowincji Sud Sardegna. Graniczy z Baradili, Genoni, Setzu, Sini i Turri.
Według danych na rok 2004 gminę zamieszkiwało 386 osób, 55,1 os./km².